# Darnell Wilson
Pour les articles homonymes, voir Wilson.
Darnell Wilson, né le 8 avril 1985 à Wayne au Michigan, est un joueur américain de basket-ball.